# Щасливчик Генк
«Щасливчик Генк» (англ. Lucky Hank) — американський драматичнно-комедійний телесеріал з Бобом Оденкерком у головній ролі. Сюжет заснований на романі Річарда Руссо «Безпосередня людина». Прем'єра серіалу відбулася 19 березня 2023 на телеканалі AMC.

## Сюжет
Сюжет серіалу присвячено життю Вільяма Генрі Деверо-молодшого, завідувача кафедри англійської мови в невеликому коледжі, що переживає кризу середнього віку.

## В ролях
- Боб Оденкерк
- Мірей Інос
- Дідріх Бадер
- Сьюзан Крайєр

## Виробництво
Перша інформація про серіал з'явилася у квітні 2022 року. Було оголошено, що його виробництвом займуться AMC та Tristar Television, А шоураннерами виступлять Аарон Зельман і Пол Ліберштейн. Боб Оденкерк був заявлений як продюсер і виконавець головної ролі. Планується, що перший сезон складатиметься із восьми серій. У січні 2023 року серіал був перейменований з «Безпосередньої людини» на «Щасливчика Генка».
Спочатку «Щасливчик Генк» був затверджений у програмну сітку AMC на весну 2023. 10 січня 2023 року було оголошено конкретну дату прем'єри — 19 березня.